# 스캐너 액세스 나우 이지
스캐너 액세스 나우 이지(Scanner Access Now Easy, SANE)는 이미지 스캐너 및 카메라 하드웨어 (플랫 베드 스캐너, 핸드 헬드 스캐너, 비디오 및 스틸 카메라, 프레임 그래버 등)에 표준화된 액세스를 제공하는 API(Application Programming Interface)이다.
SANE API는 누구나 자유롭게 사용할 수 있다. 이것은 일반적으로 리눅스에서 사용된다.
한편 HP에서 지원한바 있는 HPLIP와 상호기술지원이 이루어진바있다. 삼성전자는 공식적으로 레이저프린터등 일부 모델에 대해서 역시 지원한바있다.

## 응용 프로그램
- xsane.org가 개발한  XSane[9][10]
- 그놈 데스크탑용 Simple Scan
- 김프 (플러그인 방식)

## 같이 보기
- TWAIN
- ISIS(Image and Scanner Interface Specification)
- WIA(Windows Image Acquisition)